# أليمانية عليا
أليمانية عليا هي لهجة ألمانية يتم التحدث بها في أقصى غرب ولاية Voralberg النمساوية، على الحدود مع سويسرا وليختنشتاين.

## لغة المنطقة
يتحدث اللهجات العليا الألمانية في ليختنشتاين وفي معظم سويسرا الناطقة بالألمانية ( الهضبة السويسرية )، باستثناء لهجات الألمانية العليا في جبال الألب السويسرية ولهجة الألمانية السفلى ( بازل الألمانية ) في الشمال الغربي.
لذلك، يجب عدم الخلط بين اللغة الألمانية العليا ومصطلح " الألمانية السويسرية "، والذي يشير إلى جميع اللهجات الألمانية في سويسرا.
في ألمانيا، يتم التحدث بلهجات الألمانية العليا في جنوب بادن فورتمبيرغ، أي ماركغرفلرلاند وفي المنطقة المجاورة جنوب فرايبورغ حتى الغابة السوداء ( شوناو إم شفارتسفالد ). يتم التحدث بها أيضًا في منطقة Sundgau الجنوبية خارج الراين العليا، والتي تعد جزءًا من الألزاس، فرنسا . في فورارلبرغ في غرب النمسا، يتم استخدام شكل من أشكال اللغة اليمانية العليا حول راينتال أيضًا.